# Aeroporto di Noril'sk-Alykel'
L'aeroporto di Noril'sk-Alykel' è un aeroporto situato a 35 km ad ovest di Noril'sk, nel territorio di Krasnojarsk, in Russia.
Lo scalo è stato costruito alla fine degli anni cinquanta per ospitare bombardieri dell'Unione Sovietica.
È utilizzato come aeroporto di emergenza per gli aerei che attraversano le rotte sul circolo polare.
L'aeroporto di Noril'sk-Alykel' serve da hub principale e base tecnica delle compagnie aeree russe NordStar Airlines e Zapoljar'e Aviakompanija.

## Strategia
Nel mese di aprile 2016 è stato annunciato il programma della ricostruzione dell'aeroporto di Noril'sk nel periodo 2016 - 2018 con la chiusura parziale dello scalo aeroportuale ai voli di linea nel periodo maggio - settembre di ogni anno della ricostruzione con utilizzo degli aeroporti vicini per il trasporto di passeggeri.

## Scalo d'emergenza ETOPS

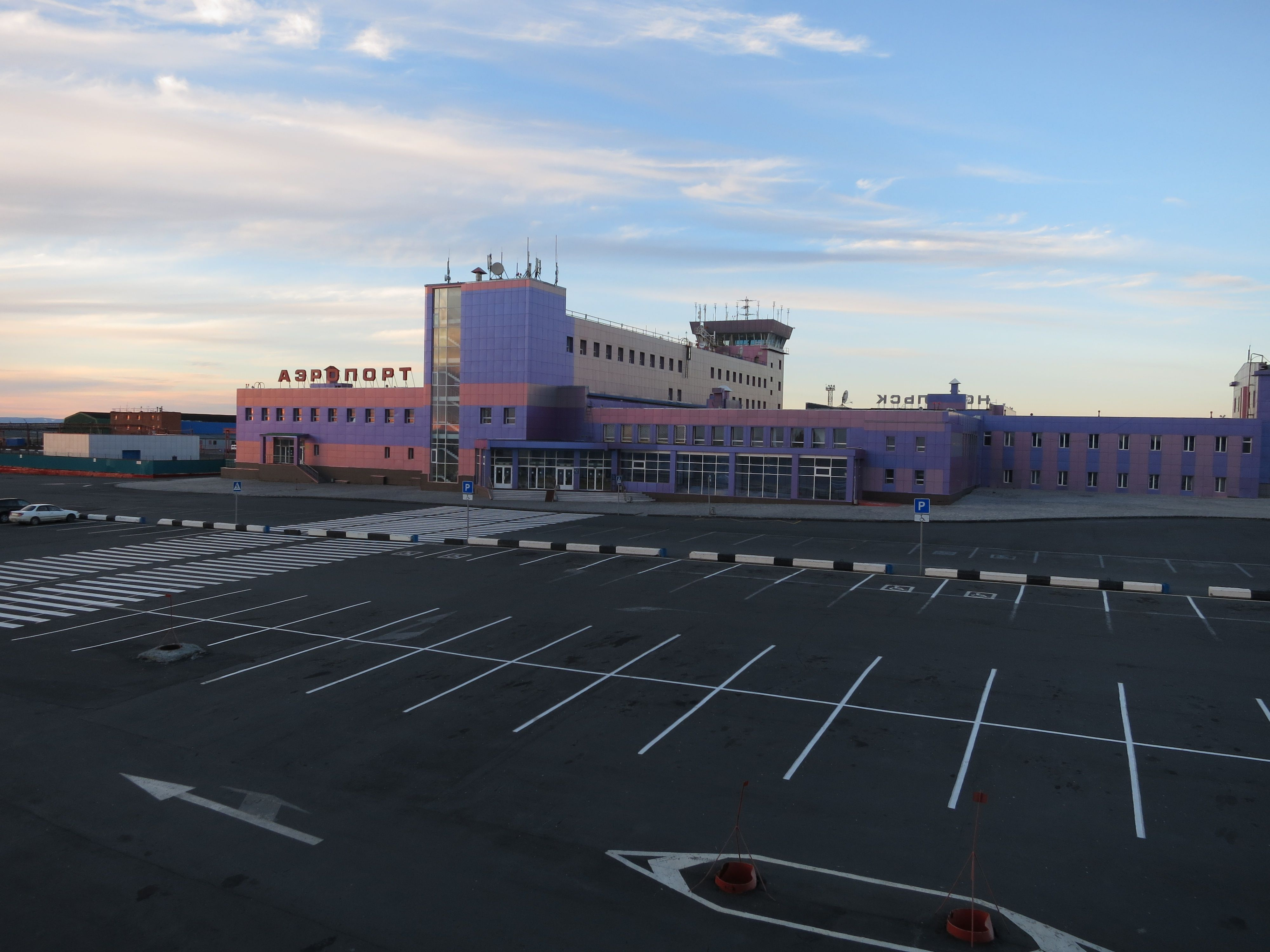
L'aeroporto

L'aeroporto di Noril'sk-Alykel' è uno scalo d'emergenza (tecnicamente detto aeroporto alternato, in inglese: alternate aerodrome), per gli aerei con due motori (in inglese: Twinjet) (Airbus A300, Airbus A310, Airbus A320, Airbus A330, Boeing 737, Boeing 757, Boeing 767, Boeing 777, Gulfstream V G500/G550, Gulfstream IV G350/G450) che compiono le rotte transcontinentali transpolari № 3 e № 4 dall'Asia (Hong Kong, Delhi) per America del Nord (New York, Vancouver). Secondo la regola ETOPS in ogni momento del volo di un aereo bimotore nel raggio di 120 minuti (ETOPS 120) o 180 minuti (ETOPS 180) devono essere gli aeroporti d'emergenza, gli aeroporti russi di Čul'man, Salechard, Chatanga, Pevek, Poljarnyj, Jakutsk, Mirnyj, Bratsk, Blagoveščensk, Irkutsk, Noril'sk, Tiksi fanno parte degli aeroporti d'emergenza per soddisfare i requisiti ETOPS.

## Collegamenti con Noril'sk e Talnach

### Trasporto pubblico
L'aeroporto è facilmente raggiungibile dal centro di Noril'sk con la linea no.33 del trasporto pubblico dalle ore 6 alle ore 22. Inoltre, le navette private collegano il terminal aeroportuale con Kajerkan, Noril'sk e Talnach nelle ore diurne.

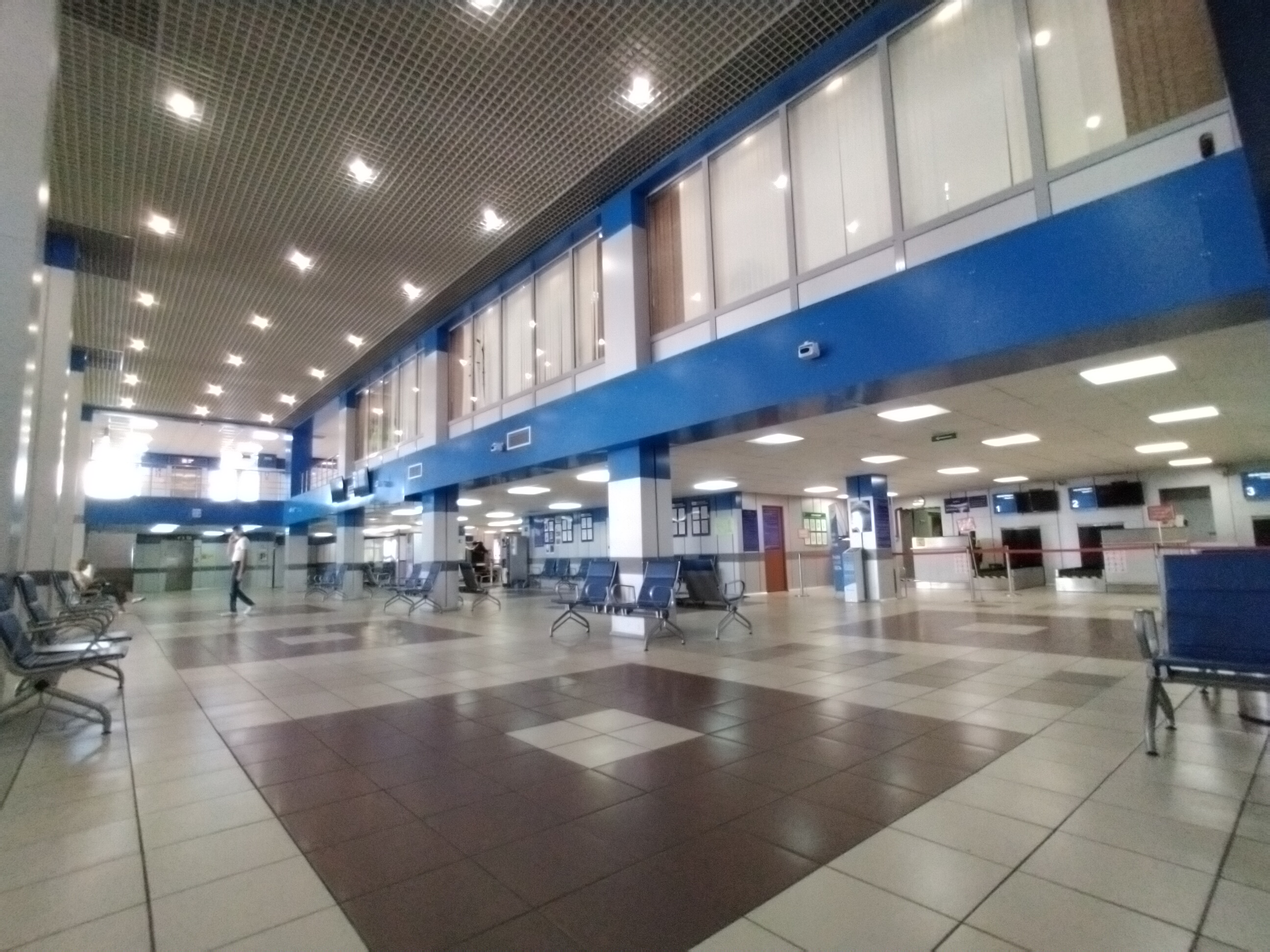
Area Check-in dell'aeroporto.

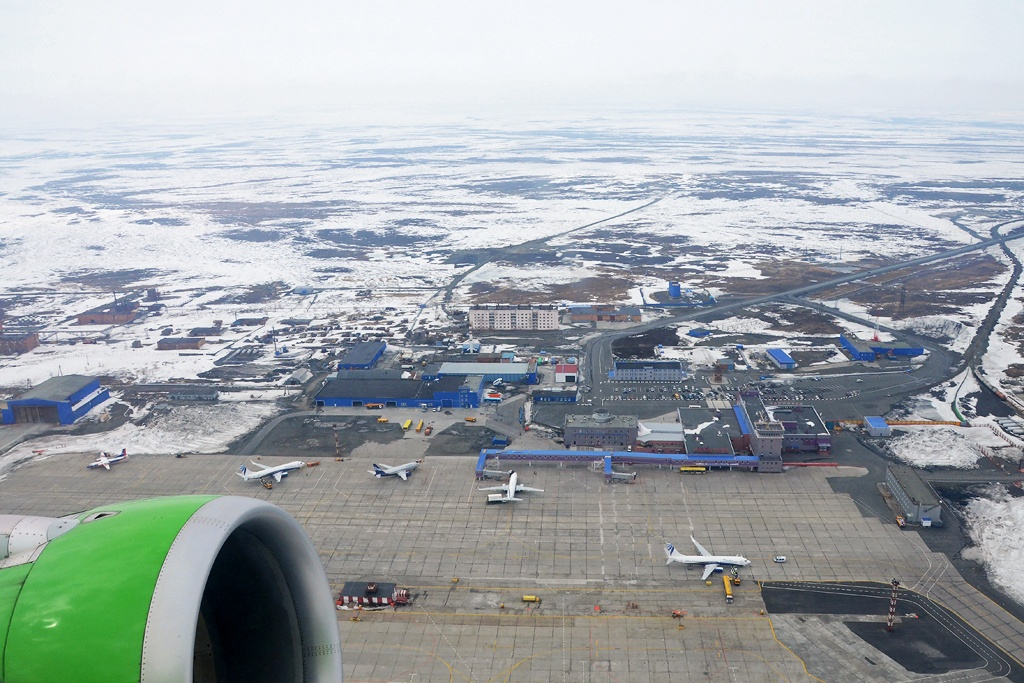
Veduta aerea dell'aeroporto nel mese di maggio.

### Treno
L'aeroporto Alykel' è stato collegato fino alla fine degli anni novanta con la linea elettrificata delle Ferrovie russe con la Stazione di Noril'sk e la Stazione di Dudinka. Attualmente, la linea ferroviaria non è più utilizzata per il trasporto passeggeri.

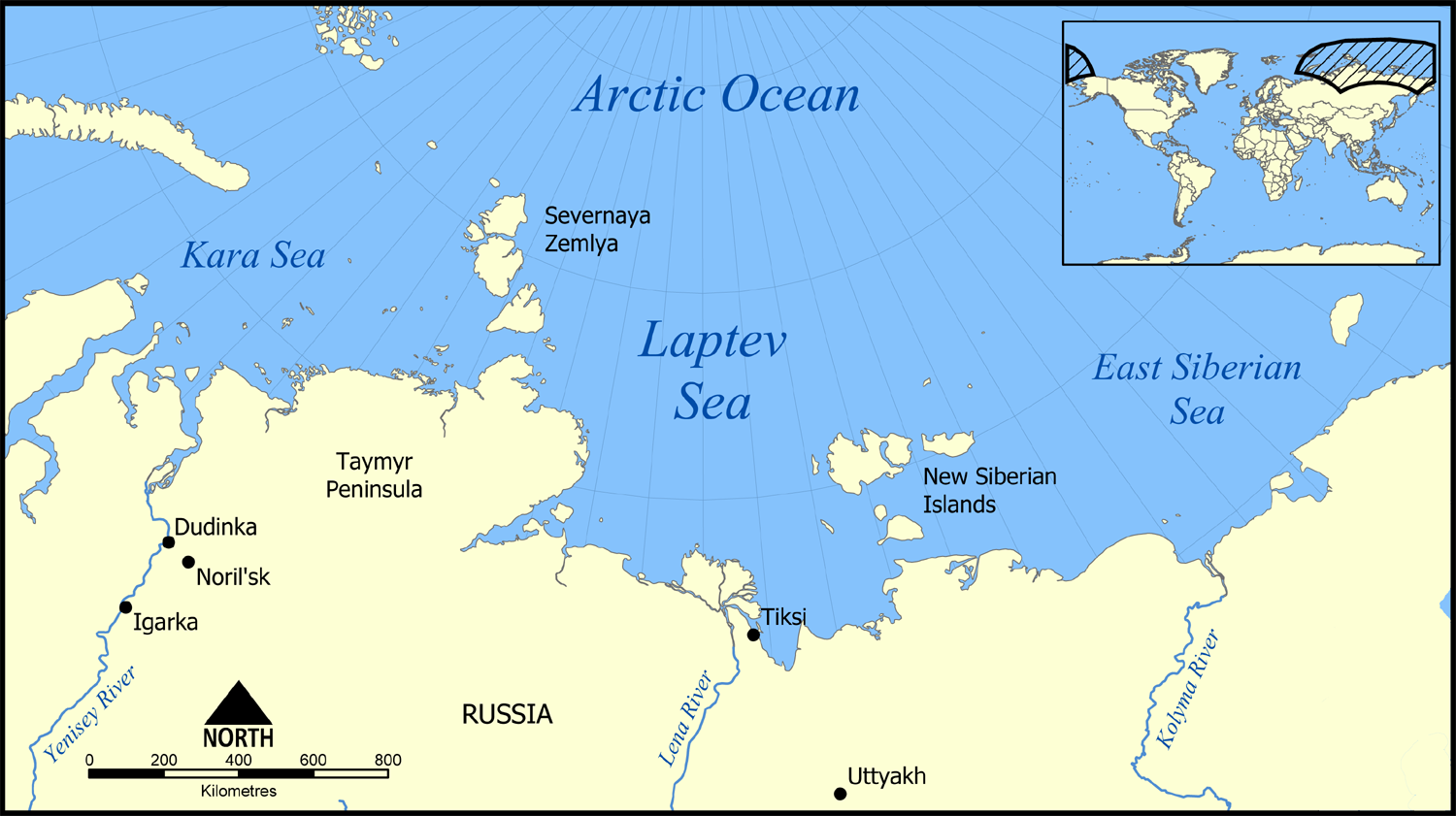
La posizione di Noril'sk rispetto a Dudinka, Igarka, Tiksi.

## Incidenti
Il 28 gennaio 2011 - un Yakovlev Yak-42 della russa Tulpar Air in servizio sul volo di linea domestico Krasnojarsk - Noril'sk ha effettuato un atterraggio d'emergenza alle ore 12:42 (ora locale) all'aeroporto Alykel' in seguito al guasto e lo spegnimento del secondo propulsore del velivolo russo durante il volo. Nessuno tra i 111 passeggeri e 8 membri d'equipaggio a bordo ha riportato i danni in seguito all'incidente.